# ヴェネチアン・スネアズ
ヴェネチアン・スネアズ（Venetian Snares、本名：アーロン・ファンク（Aaron Funk）、1975年1月11日 - ）は、カナダ・ウィニペグ出身のミュージシャン。
インテリジェント・ダンス・ミュージックやハードコアテクノ、その中でもブレイクコアを代表するアーティストのひとり。

## スタイル
ミニマルを応用した非常に複雑かつ強烈なブレイクビーツは現代最高峰との誉れ高く、またメロディーに重点をおいた曲が多い（近年の作品で特に顕著）こと、アルバム毎に様々なジャンルを取り入れることが特徴。中でも、ファンクを取り入れた2002年の「Higgins Ultra Low Track Glue Funk Hits 1972–2006」、クラシックを取り入れた2005年のアルバム「Rossz Csillag Alatt Született」はブレイクコアの代表作として知られる。Planet-Muへの参加直後のアルバムは主にIDMに分類される。
ブレイクコアは他者の曲を大胆にサンプリングして作られることが多いが、ヴェネツィアン・スネアズは自らサンプルを作ることが多い。そのため著作権法に抵触せず、決してメジャーではない（なることができない）このジャンルにおいて高い知名度を誇る、特異なアーティストとなった。

## バイオグラフィー
1975年、カナダのウィニペグに生まれる。
1992年には自前のレーベルで活動を開始。1999年の12インチ、「Greg Hates Car Culture」がきっかけでμ-ziqことマイク・パラディナスが主宰するレーベルプラネット・ミューに参加。そして2001年、テクノコアシーンがマンネリによる停滞に沈むただ中にリリースされたアルバム「Making Orange Things」「Songs About My Cat」「Doll Doll Doll」は同じミュージシャンが作ったとは思えない多彩な作風で、ハードコアテクノ系のアルバムには辛口であったAllmusicでも高い評価を受ける。
翌年のアルバム「Higgins Ultra Low Track Glue Funk Hits 1972-2006」がヒット。ブレイクコアの知名度を一気に押し上げる。また同年に発売された「Huge Chrome Cylinder Box Unfolding」は同じビートの反復がほとんどないという異色のIDMとして注目される。この後も精力的にアルバムをリリース。2003年にリリースされた「The Chocolate Wheelchair Album」、2005年の「Meathole」、2006年の「Cavalcade of Glee and Dadaist Happy Hardcore Pom Poms」などは彼の代表作とされ、特に2005年のアルバム「Rossz Csillag Alatt Született」はブレイクコア史上最大のヒット作となる。
その後はデビュー当時ほど多作ではないものの、音楽活動を続けている。ジャンルを横断したコラボレーションもしばしば行なっており、2010年にはレッド・ホット・チリ・ペッパーズのギタリストであるジョン・フルシアンテらとコラボレーションしたSpeed Dealer Moms名義で「Speed Dealer Moms EP」をリリースした。

## ディスコグラフィ
- Fake, Impossible. (1997, self-release)
- Spells (1998, self-release)
- Subvert! (1998, self-release)
- Rorschach Stuffocate (1999, self-release)
- printf("shiver in eternal darkness/n"); (2000, Isolate Records; 2013 re-issue, self-release)
- Songs About My Cats (2001, Planet Mu)
- Doll Doll Doll (2001, Hymen Records)
- Higgins Ultra Low Track Glue Funk Hits 1972–2006 (2002, Planet Mu)
- Winter in the Belly of a Snake (2002, Planet Mu)
- The Chocolate Wheelchair Album (2003, Planet Mu)
- Huge Chrome Cylinder Box Unfolding (2004, Planet Mu)
- Winnipeg Is a Frozen Shithole (2005, Sublight Records)
- Rossz Csillag Alatt Született (2005, Planet Mu)
- Meathole (2005, Planet Mu)
- Cavalcade of Glee and Dadaist Happy Hardcore Pom Poms (2006, Planet Mu)
- My Downfall (Original Soundtrack) (2007, Planet Mu)
- Detrimentalist (2008, Planet Mu)
- Filth (2009, Planet Mu)
- My So-Called Life (2010, Timesig)
- Live At WTW 07 (AKA Return Of The Snare) - June 15, 2001 (2013, Addict Records)
- My Love Is a Bulldozer (2014, Planet Mu)
- Thank You for Your Consideration (2015, self-released)
- Traditional Synthesizer Music (2016, Planet Mu)
- She Began To Cry Tears Of Blood Which Became Little Brick Houses When They Hit The Ground (2018, self-released)
- Greg Hates Car Culture (2019, Timesig) ※1999年発表の同名EPの復刻盤